# Хуссак, Людвиг
Лю́двиг Ху́ссак (нем. Ludwig Hussak; 31 июля 1883, Вена — 5 июля 1965) — австрийский футболист, игравший на позиции нападающего.
Выступал, в частности, за клубы «Виенна Футбол» и «Винер Аматёр», а также национальную сборную Австрии.

## Клубная карьера
Во взрослом футболе дебютировал в 1901 году выступлениями за клуб «Виенна Футбол», в котором провел десять сезонов.
В 1911 году перешёл в клуб «Винер Аматёр», за который отыграл 3 сезона. Завершил карьеру футболиста в 1914 году.
Во время Первой мировой войны ушёл на фронт, попал в плен и был отправлен в Сибирь. Из плена был освобожден в 1920 году. После завершения карьеры до 1955 года занимал должность руководителя Венской футбольной ассоциации. В 1959 году был награждён почётным знаком «За заслуги перед Австрийской Республикой».
Умер 5 июля 1965 года на 82-м году жизни.

## Выступления за сборную
В 1905 году дебютировал в официальных матчах в составе национальной сборной Австрии. В течение карьеры в национальной команде, которая длилась 8 лет, провел в форме главной сборной страны 14 матчей, забив 5 голов.
Был участником футбольного турнира Олимпийских игр 1912 году. В первом раунде Австрия со счетом 5: 1 победила сборную Германии. В следующем раунде команда уступила сборной Нидерландов — 1: 3. Ещё три матча австрийская сборная сыграла в утешительном турнире, где победила Норвегию (1: 0, без участия Хуссака) и Италию (5: 1, отметился голом), но уступила Венгрии (0: 3).